# Bawırjan Ïslamxan
Bawırjan Erbosınulı Ïslamxan (in kazako Бауыржан Ербосынұлы Исламхан?; Taraz, 23 febbraio 1993) è un calciatore kazako, centrocampista del Tūran Türkistan.

## Carriera

### Club
Nella stagione 2015-2016 ha segnato 4 reti nei turni preliminari di Europa League.

### Nazionale
Il 3 giugno 2011 ha esordito in Nazionale Under-21 disputando la partita di qualificazione agli Europei 2013 pareggiata per 0-0 in casa della Romania.
Debutta con la nazionale kazaka il 29 febbraio 2012 nell'amichevole pareggiata per 0-0 contro la Lettonia.
Segna il suo primo gol in nazionale il 12 agosto 2014, nell'amichevole vinta per 2-1 contro il Tagikistan.

## Statistiche

### Cronologia presenze e reti in nazionale
Aggiornata al 2 maggio 2023

| Cronologia completa delle presenze e delle reti in nazionale ― Kazakistan | Cronologia completa delle presenze e delle reti in nazionale ― Kazakistan | Cronologia completa delle presenze e delle reti in nazionale ― Kazakistan | Cronologia completa delle presenze e delle reti in nazionale ― Kazakistan | Cronologia completa delle presenze e delle reti in nazionale ― Kazakistan | Cronologia completa delle presenze e delle reti in nazionale ― Kazakistan | Cronologia completa delle presenze e delle reti in nazionale ― Kazakistan | Cronologia completa delle presenze e delle reti in nazionale ― Kazakistan |
| Data                                                                      | Città                                                                     | In casa                                                                   | Risultato                                                                 | Ospiti                                                                    | Competizione                                                              | Reti                                                                      | Note                                                                      |
| ------------------------------------------------------------------------- | ------------------------------------------------------------------------- | ------------------------------------------------------------------------- | ------------------------------------------------------------------------- | ------------------------------------------------------------------------- | ------------------------------------------------------------------------- | ------------------------------------------------------------------------- | ------------------------------------------------------------------------- |
| 29-2-2012                                                                 | Adalia                                                                    | Lettonia                                                                  | 0 – 0                                                                     | Kazakistan                                                                | Amichevole                                                                | -                                                                         |                                                                           |
| 1-6-2012                                                                  | Almaty                                                                    | Kazakistan                                                                | 5 – 2                                                                     | Kirghizistan                                                              | Amichevole                                                                | -                                                                         |                                                                           |
| 5-6-2012                                                                  | Erevan                                                                    | Armenia                                                                   | 3 – 0                                                                     | Kazakistan                                                                | Amichevole                                                                | -                                                                         | 57’                                                                       |
| 11-9-2012                                                                 | Malmö                                                                     | Svezia                                                                    | 2 – 0                                                                     | Kazakistan                                                                | Qual. Mondiali 2014                                                       | -                                                                         | 84’                                                                       |
| 12-10-2012                                                                | Vienna                                                                    | Austria                                                                   | 4 – 0                                                                     | Kazakistan                                                                | Qual. Mondiali 2014                                                       | -                                                                         | 69’                                                                       |
| 7-6-2014                                                                  | Budapest                                                                  | Ungheria                                                                  | 3 – 0                                                                     | Kazakistan                                                                | Amichevole                                                                | -                                                                         | 59’                                                                       |
| 12-8-2014                                                                 | Almaty                                                                    | Kazakistan                                                                | 2 – 1                                                                     | Tagikistan                                                                | Amichevole                                                                | 1                                                                         | 65’                                                                       |
| 5-9-2014                                                                  | Astana                                                                    | Kazakistan                                                                | 7 – 1                                                                     | Kirghizistan                                                              | Amichevole                                                                | 1                                                                         | 64’                                                                       |
| 9-9-2014                                                                  | Astana                                                                    | Kazakistan                                                                | 0 – 0                                                                     | Lettonia                                                                  | Qual. Euro 2016                                                           | -                                                                         | 82’                                                                       |
| 13-10-2014                                                                | Astana                                                                    | Kazakistan                                                                | 2 – 4                                                                     | Rep. Ceca                                                                 | Qual. Euro 2016                                                           | -                                                                         |                                                                           |
| 16-11-2014                                                                | Istanbul                                                                  | Turchia                                                                   | 3 – 1                                                                     | Kazakistan                                                                | Qual. Euro 2016                                                           | -                                                                         |                                                                           |
| 18-2-2015                                                                 | Aksu                                                                      | Kazakistan                                                                | 1 – 1                                                                     | Moldavia                                                                  | Amichevole                                                                | -                                                                         | 45’                                                                       |
| 28-3-2015                                                                 | Astana                                                                    | Kazakistan                                                                | 0 – 3                                                                     | Islanda                                                                   | Qual. Euro 2016                                                           | -                                                                         |                                                                           |
| 31-3-2015                                                                 | Mosca                                                                     | Russia                                                                    | 0 – 0                                                                     | Kazakistan                                                                | Amichevole                                                                | -                                                                         |                                                                           |
| 12-5-2015                                                                 | Almaty                                                                    | Kazakistan                                                                | 0 – 0                                                                     | Burkina Faso                                                              | Amichevole                                                                | -                                                                         | 61’                                                                       |
| 12-6-2015                                                                 | Almaty                                                                    | Kazakistan                                                                | 0 – 1                                                                     | Turchia                                                                   | Qual. Euro 2016                                                           | -                                                                         | 85’                                                                       |
| 3-9-2015                                                                  | Plzeň                                                                     | Rep. Ceca                                                                 | 2 – 1                                                                     | Kazakistan                                                                | Qual. Euro 2016                                                           | -                                                                         | 78’                                                                       |
| 6-9-2015                                                                  | Reykjavík                                                                 | Islanda                                                                   | 0 – 0                                                                     | Kazakistan                                                                | Qual. Euro 2016                                                           | -                                                                         |                                                                           |
| 10-10-2015                                                                | Astana                                                                    | Kazakistan                                                                | 1 – 2                                                                     | Paesi Bassi                                                               | Qual. Euro 2016                                                           | -                                                                         | 74’                                                                       |
| 26-3-2016                                                                 | Adalia                                                                    | Azerbaigian                                                               | 0 – 1                                                                     | Kazakistan                                                                | Amichevole                                                                | -                                                                         | 64’                                                                       |
| 29-3-2016                                                                 | Tbilisi                                                                   | Georgia                                                                   | 1 – 1                                                                     | Kazakistan                                                                | Amichevole                                                                | -                                                                         | 80’                                                                       |
| 30-8-2016                                                                 | Biškek                                                                    | Kirghizistan                                                              | 2 – 0                                                                     | Kazakistan                                                                | Amichevole                                                                | -                                                                         | 45’                                                                       |
| 4-9-2016                                                                  | Astana                                                                    | Kazakistan                                                                | 2 – 2                                                                     | Polonia                                                                   | Qual. Mondiali 2018                                                       | -                                                                         | Cap. 74’ 79’                                                              |
| 8-10-2016                                                                 | Podgorica                                                                 | Montenegro                                                                | 5 – 0                                                                     | Kazakistan                                                                | Qual. Mondiali 2018                                                       | -                                                                         | Cap. 31’ 64’                                                              |
| 11-11-2016                                                                | Copenaghen                                                                | Danimarca                                                                 | 4 – 1                                                                     | Kazakistan                                                                | Qual. Mondiali 2018                                                       | -                                                                         | Cap. 70’                                                                  |
| 22-3-2017                                                                 | Larnaca                                                                   | Cipro                                                                     | 3 – 1                                                                     | Kazakistan                                                                | Amichevole                                                                | -                                                                         | Cap. 64’                                                                  |
| 26-3-2017                                                                 | Erevan                                                                    | Armenia                                                                   | 2 – 0                                                                     | Kazakistan                                                                | Qual. Mondiali 2018                                                       | -                                                                         | Cap. 87’                                                                  |
| 10-6-2017                                                                 | Almaty                                                                    | Kazakistan                                                                | 1 – 3                                                                     | Danimarca                                                                 | Qual. Mondiali 2018                                                       | -                                                                         | Cap. 43’                                                                  |
| 23-3-2018                                                                 | Budapest                                                                  | Ungheria                                                                  | 2 – 3                                                                     | Kazakistan                                                                | Amichevole                                                                | -                                                                         |                                                                           |
| 26-3-2018                                                                 | Felcsút                                                                   | Bulgaria                                                                  | 2 – 1                                                                     | Kazakistan                                                                | Amichevole                                                                | -                                                                         | Cap.                                                                      |
| 5-6-2018                                                                  | Astana                                                                    | Kazakistan                                                                | 3 – 0                                                                     | Azerbaigian                                                               | Amichevole                                                                | -                                                                         | 89’                                                                       |
| 6-9-2018                                                                  | Astana                                                                    | Kazakistan                                                                | 0 – 2                                                                     | Georgia                                                                   | UEFA Nations League 2018-2019 - 1º turno                                  | -                                                                         | 81’                                                                       |
| 10-9-2018                                                                 | Andorra la Vella                                                          | Andorra                                                                   | 1 – 1                                                                     | Kazakistan                                                                | UEFA Nations League 2018-2019 - 1º turno                                  | -                                                                         |                                                                           |
| 13-10-2018                                                                | Riga                                                                      | Lettonia                                                                  | 1 – 1                                                                     | Kazakistan                                                                | UEFA Nations League 2018-2019 - 1º turno                                  | -                                                                         | 75’                                                                       |
| 16-10-2018                                                                | Astana                                                                    | Kazakistan                                                                | 4 – 0                                                                     | Andorra                                                                   | UEFA Nations League 2018-2019 - 1º turno                                  | -                                                                         |                                                                           |
| 15-11-2018                                                                | Astana                                                                    | Kazakistan                                                                | 1 – 1                                                                     | Lettonia                                                                  | UEFA Nations League 2018-2019 - 1º turno                                  | -                                                                         | Cap.                                                                      |
| 8-6-2019                                                                  | Bruxelles                                                                 | Belgio                                                                    | 3 – 0                                                                     | Kazakistan                                                                | Qual. Euro 2020                                                           | -                                                                         | 45’                                                                       |
| 11-6-2019                                                                 | Astana                                                                    | Kazakistan                                                                | 4 – 0                                                                     | San Marino                                                                | Qual. Euro 2020                                                           | 1                                                                         |                                                                           |
| 6-9-2019                                                                  | Nicosia                                                                   | Cipro                                                                     | 1 – 1                                                                     | Kazakistan                                                                | Qual. Euro 2020                                                           | -                                                                         | 65’                                                                       |
| 9-9-2019                                                                  | Kaliningrad                                                               | Russia                                                                    | 1 – 0                                                                     | Kazakistan                                                                | Qual. Euro 2020                                                           | -                                                                         | 68’                                                                       |
| 10-10-2019                                                                | Astana                                                                    | Kazakistan                                                                | 1 – 2                                                                     | Cipro                                                                     | Qual. Euro 2020                                                           | -                                                                         | 26’                                                                       |
| 13-10-2019                                                                | Astana                                                                    | Kazakistan                                                                | 0 – 2                                                                     | Belgio                                                                    | Qual. Euro 2020                                                           | -                                                                         | Cap.                                                                      |
| 16-11-2019                                                                | San Marino                                                                | San Marino                                                                | 1 – 3                                                                     | Kazakistan                                                                | Qual. Euro 2020                                                           | -                                                                         |                                                                           |
| 19-11-2019                                                                | Glasgow                                                                   | Scozia                                                                    | 3 – 1                                                                     | Kazakistan                                                                | Qual. Euro 2020                                                           | -                                                                         | Cap. 22’ 75’                                                              |
| 4-9-2020                                                                  | Vilnius                                                                   | Lituania                                                                  | 0 – 2                                                                     | Kazakistan                                                                | UEFA Nations League 2020-2021 - 1º turno                                  | -                                                                         | Cap. 71’                                                                  |
| 7-9-2020                                                                  | Almaty                                                                    | Kazakistan                                                                | 1 – 2                                                                     | Bielorussia                                                               | UEFA Nations League 2020-2021 - 1º turno                                  | -                                                                         | Cap. 81’                                                                  |
| 16-11-2022                                                                | Tashkent                                                                  | Uzbekistan                                                                | 2 – 0                                                                     | Kazakistan                                                                | Amichevole                                                                | -                                                                         | 68’                                                                       |
| 19-11-2022                                                                | Abu Dhabi                                                                 | Emirati Arabi Uniti                                                       | 2 – 1                                                                     | Kazakistan                                                                | Amichevole                                                                | -                                                                         | 76’                                                                       |
| 23-3-2023                                                                 | Astana                                                                    | Kazakistan                                                                | 1 – 2                                                                     | Slovenia                                                                  | Qual. Euro 2024                                                           | -                                                                         | 63’                                                                       |
| 26-3-2023                                                                 | Astana                                                                    | Kazakistan                                                                | 3 – 2                                                                     | Danimarca                                                                 | Qual. Euro 2024                                                           | -                                                                         | 79’                                                                       |
| 7-6-2024                                                                  | Erevan                                                                    | Armenia                                                                   | 2 – 1                                                                     | Kazakistan                                                                | Amichevole                                                                | 1                                                                         | 78’                                                                       |
| 11-6-2024                                                                 | Szombathely                                                               | Azerbaigian                                                               | 3 – 2                                                                     | Kazakistan                                                                | Amichevole                                                                | -                                                                         | 58’                                                                       |
| 10-10-2024                                                                | Linz                                                                      | Austria                                                                   | 4 – 0                                                                     | Kazakistan                                                                | UEFA Nations League 2024-2025 - 1º turno                                  | -                                                                         | 46’                                                                       |
| 13-10-2024                                                                | Almaty                                                                    | Kazakistan                                                                | 0 – 1                                                                     | Slovenia                                                                  | UEFA Nations League 2024-2025 - 1º turno                                  | -                                                                         | 61’                                                                       |
| 14-11-2024                                                                | Pavlodar                                                                  | Kazakistan                                                                | 0 – 2                                                                     | Austria                                                                   | UEFA Nations League 2024-2025 - 1º turno                                  | -                                                                         | 26’                                                                       |
| 17-11-2024                                                                | Oslo                                                                      | Norvegia                                                                  | 5 – 0                                                                     | Kazakistan                                                                | UEFA Nations League 2024-2025 - 1º turno                                  | -                                                                         | 46’                                                                       |
| Totale                                                                    |                                                                           | Presenze                                                                  | 56                                                                        |                                                                           | Reti                                                                      | 4                                                                         |                                                                           |

## Palmarès

### Club
- Coppa del Kazakistan: 2

Qaýrat: 2014, 2015
- Supercoppa del Kazakistan: 2

Qaýrat: 2016, 2017

### Individuale
- Calciatore dell'anno del Kazakistan: 1

2014
- Capocannoniere della coppa del Kazakistan: 1

2018 (4 gol)